# Mordella argentifera
Mordella argentifera is een keversoort uit de familie spartelkevers (Mordellidae). De wetenschappelijke naam van de soort is voor het eerst geldig gepubliceerd in 1849 door Fairmaire.